# 曹仁
曹仁（168年—223年5月6日），字子孝，沛國譙縣（今安徽亳州）人，曹操族弟，三國時期曹魏名將。早年出家，晚於弟弟曹純效忠曹操。常遇狀解圍，於情勢相當不利之惡戰仍能達成任務，善守能攻；南郡爭奪戰時抵擋周瑜劉備聯軍的進攻，阻擋一年之久，樊城之戰中雖被關羽以水圍城，但亦能激勵将士死守樊城直至徐晃救援，最终合兵擊退當時威震華夏的關羽。曹魏建立后，曹仁官至大司馬，封陳侯，諡曰忠，曹丕伐吳時於濡須之戰敗給東吳的朱桓，恥於敗於朱桓而一病不起。

## 生平

### 討戰群雄
東漢末年，天下大亂，曹仁暗自結集上千青年，遊於淮河、泗水之間，後帶隊跟隨曹操，任别部司馬，行厲鋒校尉。曹操進攻袁術，曹仁屢有斬獲。193年，曹操為報父仇，東征徐州，曹仁負責騎兵，任為前锋，並另率軍攻打陶谦将領吕由，攻克。後還師與大軍會合於彭城，大破陶谦軍，再轉攻费、华、即墨、开阳，陶谦派將領解救各縣，曹仁再率騎兵擊破解救軍。
194年，呂布偷襲兗州，曹操回師解救，派曹仁率軍攻句陽，城破並擄獲呂布将領刘何。後來在平黄巾餘賊、迎天子都許都有戰功，拜曹仁為广阳太守，但曹操對他器重有嘉，不派他到广阳赴任，而以议郎督骑留於曹操身邊。之後，曹操征张繡，曹仁另屯兵別縣，擄獲男女三千多人。曹操兵敗，张繡軍追殺，曹操军士气低落，曹仁率兵解救，士氣甚高，令曹操回復信心，大敗張繡。

### 文武并亮
200年，曹操、袁绍相持於官渡，日子久了，袁绍另派劉備到曹操後方舉兵，令曹操腹背受敵，许城以南，吏民皆不安，曹操非常擔憂，曹仁進言：「南方以大軍方有目前急，其势不能相救，劉備以强兵临之，其背叛固宜也。备新將紹兵，未能得其用，擊之可破也。」曹操認為可行，派曹仁率騎兵攻打劉備，劉備大敗逃走，並進一步平定多個县城而還。後袁紹遣將領韓猛(一作韓荀)抄西道攻曹操，曹仁攔截韓猛於鸡洛山，成功將他打敗，袁绍再不敢分兵而出。再与史涣斷了袁軍糧道，火烧粮谷。
平定河北後，曹操乘勝围壶关。曹操下令：「城拔，皆坑之。」但圍城多月也攻不下；曹仁對曹操進言：「围城必示之活门，所以开其生路也。如今公告必死，士卒定會死守。且城固而粮多，攻擊则士卒傷亡，守之则引日久；今顿兵坚城之下，以攻必死之虏，非良计也。」曹操實行其計，城中果然投降，於是曹仁以前後功績進封為都亭侯。

### 突入復還
208年，跟隨曹操南下，曹仁任為征南将军。赤壁之戰敗北後，屯兵於江陵，抵擋吴将周瑜。周瑜率三萬人来攻，前锋五千已至，曹仁上城樓觀望，募集五百人，並派部曲牛金挑战。但敵軍人數眾多，牛金被圍，長史陈矫在城樓上望见牛金軍被圍，左右皆驚懼。曹仁大怒，叫左右取马親自解救，陳矫等認為：「贼众盛，不可当也。假使弃数百人何苦，而将军以身赴之！」曹仁不理，被甲上马，帶領数十壮骑出城，衝入敵圍，牛金得救，後再殺入敵圍，解救其餘的被圍人馬，死者只有数人，敵軍乃退。曹仁歸還，陳矫嘆服：「将军真天人也！」三军佩服其勇武，曹操也讚賞他，转封他為安平亭侯。后周瑜親自渡江来攻，为流矢所傷，傷勢嚴重，引軍還陣。曹仁聞知周瑜傷得不能起來，親自督軍到周瑜陣前，周瑜乃起身行到軍營激厲士氣，曹仁見狀便撤退。經過差不多一年的時間，曹軍死傷甚多，南郡終被攻克。

### 拒敵平叛
211年，曹操討伐叛軍馬超，任曹仁行安西将军，率領诸将拒馬超軍於潼关，與後來的曹操大破馬超。後苏伯、田银叛變，任曹仁行骁骑将军，統率七军讨伐叛軍，攻克。彼再轉回征南将军，假节，屯兵樊城，镇守荆州。侯音在宛叛變，曹仁率军大敗侯音，並將其斩首，还屯樊城，拜為征南将军。

### 死守樊城
219年，关羽北伐至樊城，漢水暴漲，于禁援軍被大水淹没，樊城也受連累。曹仁惟有以数千人守城，在城中没有淹没的地方安上木板，關羽乘船围城，粮食就盡，救兵又不至，樊城外内断绝，曹軍士氣低落，曹仁本有意退兵，滿寵便以樊城之重要性勸諫曹仁死守、等待援軍，曹仁激厲将士，要以必死之心迎戰，眾人重新振作。後徐晃救兵到來，水亦稍降，曹仁與徐晃前後防禦关羽，关羽最後退走。

### 咸有效勞
曹丕即位魏王，拜曹仁為车骑将军，統率荆、揚、益州军事，进封陈侯，增邑二千，并前總數三千五百户，後还屯宛城。当初曹仁被关羽围攻溃围而出后，孙权即派将領陈邵佔据襄阳，曹仁奉旨讨伐，与徐晃大敗陈邵，入主襄阳，派将军高迁等徙汉水之南的未開化之民到汉水之北，曹丕遣使拜曹仁為大将军，又於黃初二年十一月己卯日（221年12月14日）下诏要曹仁移屯临颍，迁為大司马，後督军佔据乌江，再屯於合肥，可惜被吳將朱桓所擊敗。黃初四年三月丁未日（223年5月6日）曹仁逝世，时年五十六歲，谥為忠侯。
青龙元年五月壬申日（233年6月7日），曹仁與夏侯惇、程昱因功而受到曹叡在曹操廟庭祭祀的禮遇。

## 特徵
曹仁年少時不太检點好樂不長進，後為長官，開始整奉法令，置科於左右，以為从事。精通各種武藝，擅長射箭、騎馬，尤善「弋獵」。

## 家庭

### 祖父
- 曹褒，為潁川太守。

### 父親
- 曹熾，任侍中、長水校尉。後因曹仁之功，追谥為陈穆侯，置守冢十家。

### 堂兄
- 曹操

### 姐夫
宋奇（2世纪－178年），妻子曹氏是曹仁的姐姐，宋奇是孝灵宋皇后之兄。

### 弟
- 曹純，曹仁同母弟，曹魏將領。

### 子
- 曹泰，曹仁子，嗣侯，官至镇东将军，假节，转封甯陵侯。
- 曹楷，封為列侯。
- 曹范，封為列侯。

### 孫
- 曹初，曹泰之子。

## 評價
- 陈寿《三國志》评曰：「夏侯、曹氏，世为婚姻，故惇、渊、仁、洪、休、尚、真等并以亲旧肺腑，贵重于时，左右勋业，咸有效劳。」「仁少时不修行检，及长为将，严整奉法令，常置科於左右，案以从事。」
- 陳矫：「将军真天人也！」
- 朱桓：「凡两军交对，胜负在将，不在众寡。诸君闻曹仁用兵行师，孰与桓邪？今仁既非智勇，加其士卒甚怯，又千里步涉，人马罢困，桓与诸军，共据高城，南临大江，北背山陵，以逸待劳，为主制客，此百战百胜之势也。虽曹丕自来，尚不足忧，况仁等邪！」
- 钟繇：「征南将军运田单之奇，厉愤怒之众，与徐晃同势，并力扑讨。表里俱进，应期克捷，馘灭凶逆。」
- 曹丕：「为将奉法，不当如征南邪！」
- 曹植：「文武并亮，权智时发。奢不过制，俭不损礼。入毗皇家，帝之股肱。出作侯伯，实抚东夏者，曹大司马也。」
- 傅玄《傅子》：「曹大司马之勇，（孟）贲、（夏）育弗加也。张辽其次焉。」
- 褚亮：「金坛奇正，得之於怀抱，玉钤攻取，无劳於积习，祭遵儒术，未足方其雅歌，曹仁智勇，才可用其胜。」
- 李商隐：「任重前驰，众才一旅，许伯则摩垒而旋，曹仁亦逢沟不渡。举无遗算，仕匪遭时，何兹皓首，不识丹墀。剑折而空留玉匣，马死而犹挂金羁。」
- 郝经：「心为气城，兵为城城，心固则气固，兵固则城固。静密专安，内外如一，无隙无瑕，以主待客，虽画地守之可也。况于城乎！又必兵械备具，薪粮足馀。进有郭围，退有停障。远有救援，迩有间侯。啬力多暇，明慎罚赏，申饬教戒，禁绝讹妄。血视肉薄，示之必死。曹仁之守樊，郝昭之守陈仓，张特之守新城，皆是也。」
- 《書鈔》：「文武並亮，權智時發。奢不過制，儉不損禮。入毗皇家，帝之股肱。出作侯伯，實撫東夏者，曹大司馬也。」

## 民間藝術

### 文学形象
在小说《三国演义》中，曹仁于曹操起兵时与曹洪一同前来投奔，并随曹操一同参与讨董战役。后从征袁术、吕布、张绣，参加官渡之战，多立功勋。曹操平定北方后决意南征，曹仁率军先攻刘备，并列八门金锁阵以敌刘备，但阵法却被徐庶所破，因而败绩；樊城亦被刘备所取，曹仁败回。夏侯惇在博望坡失利后，曹操亲率大军南下，曹仁为前锋先至新野，此时刘备已将新野军民迁出，曹仁率众入城，中了诸葛亮的火计，急奔出城，又在白河中遭到水攻，其军大败。此后曹操于赤壁遭受火攻大败，曹仁引军自荆州前来接应。赤壁之战结束，周瑜乘胜进取荆州，与镇守南郡的曹仁大战，曹仁用曹操遗计诈败引周瑜入城，随命放箭，周瑜中箭败退 。然此后反中东吴军士诈降之计，被周瑜杀败。后曹仁随曹操西征马超、韩遂，平定汉中，并南下抵挡孙权的进攻，此后负责镇守襄阳。汉中之战后关羽进取襄阳、樊城，曹仁死守樊城，后于战中命令弓弩手放箭，射中关羽右臂。后曹操遣徐晃来援，终解樊城之围  。曹丕称帝后封曹仁为大司马。夷陵之战后，曹仁奉曹丕之命进军濡须口，却被守将朱桓杀败，回到洛阳，不久后病逝。

### 影視形象
- 1992年电视剧《關公》：杨军飾演曹仁
- 1994年电视剧《三国演义》：分别由邰祖辉、许德山飾演曹仁
- 1996年電視劇《三國英雄傳之關公》：张顺兴飾演曹仁
- 1999年电视剧《曹操》：王耀辉飾演曹仁
- 2004年电视剧《武圣关公》：李君峰飾演曹仁
- 2010年电视剧《三国》：洋光饰演曹仁
- 2013年电视剧《曹操》：孙学正饰演曹仁
- 2017年电视剧《大军师司马懿之军师联盟》：常晉饰演曹仁
- 2021年電影《真·三國無雙》：王梓軒飾演曹仁

### 動漫作品
- 《蒼天航路》（王欣太）
- 《火鳳燎原》（陳某）
- 《橫山光輝三國志》（橫山光輝）

### 電玩遊戲
- 真三國無雙系列 / 無雙OROCHI系列（光榮公司開發，江川央生配音）
- 吞食天地II 赤壁之戰（卡普空開發）

## 延伸阅读
[在维基数据编辑]
 《三國志·卷09》，出自陳壽《三國志》
 在维基共享资源阅览影像